# Tarucus thespis
The Fynbos Blue or Vivid Blue (Tarucus thespis) là một loài bướm ngày thuộc họ Bướm xanh. Nó được tìm thấy ở Nam Phi, from the North Cape, phía nam đến fynbos in the West Cape và phía đông đến the Amatolas in the East Cape.
Sải cánh dài 20–25 mm đối với con đực và 20–27 mm đối với con cái. Con trưởng thành bay quanh năm, with peaks từ tháng 9 đến tháng 11 và from tháng 2 đến tháng 3.
Ấu trùng ăn Phylica imberbis và Saxifraga species.